# (8407) Houlahan
(8407) Houlahan est un astéroïde de la ceinture principale.

## Description
(8407) Houlahan est un astéroïde de la ceinture principale. Il fut découvert le 25 juillet 1995 à Prescott par Paul G. Comba. Il présente une orbite caractérisée par un demi-grand axe de 2,29 UA, une excentricité de 0,13 et une inclinaison de 7,0° par rapport à l'écliptique.

## Compléments